# Eszközstratégia
Az eszközstratégia (angolul: Asset Management Plan, röviden: AMP) egy infrastrukturális vagy egyéb eszközöket birtokló és üzemeltető gazdasági szervezet olyan stratégiai eszközmenedzsment terve, mely biztosítja az előírt szolgáltatási színvonalon történő fenntartható működést.
Az International Infrastructure Management Manual (Nemzetközi Infrastruktúra Menedzsment Kézikönyv, IIMM) az eszközstratégiát a következőképpen határozza meg: "egy vagy több infrastrukturális eszköz menedzsmentjére kimunkált olyan terv, mely multidiszciplináris menedzsment technikákat (műszakit és pénzügyit egyaránt) ötvöz, az eszközök teljes életciklusait a legköltséghatékonyabb módon veszi figyelembe, hogy meghatározott szolgáltatási színvonalat nyújtson."

## Célok
Az eszközstratégia kettős célja: a megalapozottság növelése és az optimalizálás. A kitűzött szolgáltatási szint eléréséhez szükséges költségek és a várható hasznok átláthatóvá tétele vezet jobb megalapozottsághoz, míg a teljes életciklusra vonatkoztatott költségek (beleértve a működési-, karbantartási-, eszközcsere-, leszerelési költségeket) minimalizálása jelenti az optimalizációt.
Míg a megalapozottság viszonylag gyorsan elérhető és még az üzemeltetéssel, eszközcserékkel kapcsolatos döntések decentralizációja előtt célszerű megtenni, addig az optimalizáció helyi szakértői csapatok folyamatos munkáját igényli, - az eddigieknél - jobb központi iránymutatások mellett. Nem szabad egyetlen megközelítést "egy kaptafára" minden eszközcsoportra ráhúzni, hanem figyelembe kell venni azok egyedi jellemzőit.

## Eszközstratégia elemek
1. Eszközrendszer leírása
2. Szolgáltatási szint meghatározása
3. Jelenlegi állapot
4. Tervezett intézkedések
5. Költségek
6. Hasznok
7. Fejlődési lehetőségek

### Eszközrendszer leírása
Le kell írni, milyen - az eszközrendszerben rejlő - problémát akarunk csökkenteni, vagy megszüntetni. A probléma pontosan mely eszköztípusokat, azok milyen körét érinti? Mi történik akkor, ha a problémával érintett eszköz kiesik (pl. soron kívüli karbantartás, meghibásodás miatt)? Az eszközök csoportjai közötti függések detektálása és leírása.

### Szolgáltatási szint meghatározása
Az IIMM szerint a szolgáltatási szint "olyan állítások összessége, mely leírja az ügyfélkiszolgálással foglalkozó szervezet vagy tevékenység eredménytermékeit, illetve céljait."
Fontos, hogy minden eszköztípusra pontosan meg legyen határozva az elvárt szolgáltatási szint úgy, hogy mindez mérhető legyen és találkozzon az ügyfelek elvárásaival. A szolgáltatási szint magában foglalja a költségeket, a hatékonyságot, a minőséget, a mennyiséget, a megbízhatóságot, az üzembiztonságot és a válaszidőt.
A szolgáltatási szintnek alkalmazkodnia kell mind a szervezeti célokhoz, mind az esetleges szabályozói elvárásokhoz, kötelezettségekhez. A teljesítés mérésének meghatározása mellett le kell írni a minimális követelményszintet, mely során figyelembe kell venni a nem-teljesítés következményeit (pl. hatósági szankció).

### Jelenlegi állapot
Az eszközrendszer elemei jelenlegi állapotának a tételes leírása. Rögzíteni kell az eszköz tulajdonjogi státuszát, korát, maradó élettartamát, stb.

### Tervezett intézkedések
Rövidtávon meg kell fogalmazni a legszükségesebb intézkedéseket, melyek a kitűzött célok és a jelen állapot közötti szakadékot hivatottak áthidalni (Gap analysis). Ahol már most eléri, vagy akár meghaladja a szervezet a kitűzött, illetve kötelezettségként előírt szolgáltatási szintet, ott le kell írni, hogy hogyan lehetséges ezt a legkisebb költségszinten továbbra is fenntartani.
Olyan eszközcsere irányelvet, vagy programot szükséges összeállítani, mely alapján képes a szervezet megmondani, hogy mely eszközt mikor kell lecserélni (korfa szerinti eszközcsere program). Speciális felhasználási módú, vagy időszakosan használt eszközök esetén módosított korfát kell alkalmazni, az eszköz élettartam vége előtti meghibásodása elkerülése érdekében. Fontos továbbá a szisztematikusan végzett megelőző karbantartás, mely biztosítja az eszköz használhatóságát az élettartama során.

### Költségek
Meg kell különböztetni rövid-, közép- és hosszútávon realizálódó költségeket. Az üzemeltetés, karbantartás, felújítás, illetve az eszközcsere költségprofilját előretekintő módon, a jövőbeni költségek becslésével kell meghatározni, úgy, hogy a kitekintés lefedje a leghosszabb élettartamú eszköz életciklusát is. Az aktuális év költségeit a lehető legpontosabban kell megadni és évente felülvizsgálni, az előretekintő költségbecsléssel együtt (gördülő tervezés).

### Hasznok
Miért akarjuk fenntartani a megállapított szolgáltatási szintet? Minden eszköznek mérhető és megindokolható hasznot kell tudnia produkálni. A legtöbb eszköz esetében ez a szolgáltatási szint "monetizálását", vagy "forintosítását" jelenti. A hasznok azonban nem csak anyagi hasznok lehetnek, hanem pl. társadalmi, környezeti, stb. hasznok is, a legteljesebb körű forintosítás azonban elengedhetetlen.

### Fejlődési lehetőségek
A szolgáltatási szint teljesítéséhez, illetve javításához alkalmasint akvizíció, illetve vállalati szintű bővülés is szükséges lehet, de elképzelhető eszköz-, illetve üzletrész-értékesítés is. Ezek tipikusan projektek formájában valósulnak meg és járulékos költségekkel jár(hat)nak, melyeket figyelembe kell venni. Ezeket a lehetőségeket egymással pénzügyileg összemérhető módon (költség-haszon elemzéssel) kell felmérni és a döntéseket ezek alapján meghozni, ez azonban már túlmutat az eszközstratégián.

## Honi szabályozás és példák
A szolgáltatási szint tipikus ágazati törvényi szabályozása pl. a villamos energia törvény 57/A.§, mely arról rendelkezik, hogy az energetikai felügyeleti hatóság az általa felügyelt "áramszolgáltatók" vonatkozásában minimális és elvárt minőségi követelményeket, minőségi mutatókat állapít meg, melyekhez szankciókat is rendelhet határozataiban. Hasonló a szabályozás a földgázszektorban is.
A magyar kormány a kormányzati stratégiai irányításról szóló 38/2012. (III. 12.) kormányrendeletének 37.§-ában ún. "intézményi stratégiák" megalkotását tette kötelezővé saját hivatali, intézményei vonatkozásában. Ezeknek "mérhető működési és fejlesztési célokat és az ezek alapján az elvégzendő feladatokat" kell meghatározniuk, mely megfogalmazás átfedésben van egy eszközstratégiai alapvető céljával. Ennél általánosabb szabályozás eszközmenedzsment területen nincs ma Magyarországon.
A MET-csoport eszközstratégiájának fókuszában az erőművek, a megújuló termelés és a közműhálózati infrastruktúra van. Ebbe illeszkedik a Dunamenti Erőmű üzemeltetése, a napelem-projektek megvalósítása, továbbá az Opus-szal közösen a TIGÁZ birtoklása és az E.ON-RWE ügyletből a TITÁSZ villamos elosztóhálózat-üzemeltető akvizíciója.
A Nemzeti Közművek a közműszolgáltatóból "otthoni szolgáltatóvá" válást célozza meg. Ennek keretében holding-stratégiájának része az e-mobility és a "smart home", illetve energiatárolási szolgáltatások bevezetése. Elosztóhálózati téren "smart utility"-vé kíván válni, az alaptevékenységei költséghatékonyságának javítása mellett. A hálózati eszközstratégiájuk végrehajtásával meg kívánják erősíteni az ellátásbiztonságot és stabil minőséggel akarnak alkalmazkodni az új piaci kihívásokhoz.

## Fordítás
- Ez a szócikk részben vagy egészben  az   Asset Management Plan című angol Wikipédia-szócikk fordításán alapul.  Az eredeti cikk szerkesztőit annak laptörténete sorolja fel. Ez a jelzés csupán a megfogalmazás eredetét és a szerzői jogokat jelzi, nem szolgál a cikkben szereplő információk forrásmegjelöléseként.